# Jean-Claude Lasserre (rugby à XV)
Pour les articles homonymes, voir Lasserre.
Ne doit pas être confondu avec l'historien de l'art, Jean-Claude Lasserre (historien de l'art).
Pas d'image ? Cliquez ici

a Compétitions nationales et continentales officielles uniquement.

b Matchs officiels uniquement.
Jean-Claude Lasserre, né le 12 mai 1938 à Hussein Dey, est un joueur français de rugby à XV qui évolue principalement au poste de demi de mêlée. International français à une dizaine de reprises, il joue l'intégralité de sa carrière senior avec le club de l'US Dax, qu'il entraîne par la suite pendant une saison.

## Biographie
Jean-Claude Lasserre est né à Hussein Dey en Algérie française, où son père militaire était alors en poste. Il est issu d'une famille originaire de Mont-de-Marsan.
Une fois que sa famille a redéménagé en métropole, il fait ses études au lycée Victor-Duruy de Mont-de-Marsan. Il y pratique le rugby à XV avec l'équipe scolaire des « Boutons d'or », puis en parallèle avec les cadets du Stade montois. Évoluant tout d'abord au poste de centre, ses entraîneurs le replacent en tant que troisième ligne aile, tant en équipe scolaire qu'en école de rugby. Avec les cadets du Stade montois, il dispute sa première finale à Saint-Sever, concédée contre l'US Dax. Par la suite, il joue également au football au lycée, notamment auprès de Pierre Lestage et Christian Darrouy, jonglant tous entre les deux disciplines.
Alors que Lasserre intègre l'École normale d'instituteurs de Dax, il signe une licence avec l'US Dax. Lors de la saison 1957-1958, entraîné par Roger Ducournau avec les juniors, il fait sa première apparition non-officielle en équipe première lors d'un match amical contre le FC Lourdes au stade Maurice-Boyau, faisant face en vis-à-vis à Jean Prat. Quelques semaines plus tard, il joue son premier match de championnat contre le Stade niortais, inhabituellement replacé au poste de demi de mêlée afin de pallier les absences de plusieurs joueurs envoyés en Algérie ; ce changement de poste perdurera pour la suite de sa carrière.
La saison suivante, ayant pleinement intégré l'équipe première, il continue à faire ses armes derrière la mêlée, déployant ses moyens physiques mais réalisant encore quelques percées inefficaces. Révélé un match de poule contre le Paris UC,, il participe à toutes les rencontres de championnat et dispute le challenge Yves du Manoir. La nouvelle charnière dacquois Lasserre-Albaladejo atteint ainsi la finale du Challenge contre la Section paloise, avec notamment quatre drops de son ouvreur.
Il joue pour la première fois sous le maillot national durant la saison 1960-1961, avec l'équipe de France « B » contre l'Allemagne de l'Ouest à Clermont-Ferrand. En fin de saison, il dispute sa première finale de championnat, s'inclinant contre l'AS Béziers.
Dans le cadre de son service militaire en 1962, il rejoint en Gironde la base militaire marine de Hourtin, avant d'être muté au Bataillon de Joinville, retrouvant son ancien partenaire de club dacquois, Jean Othats.
L'année suivante, il est sélectionné en équipe de France. Jean-Claude Lasserre obtient ainsi sa première cape internationale le 14 avril 1963, affrontant l'Italie au stade Lesdiguières de Grenoble. Il reforme alors la charnière dacquoise avec Pierre Albaladejo sous le maillot tricolore. En club, il dispute sa seconde finale nationale, dans le cadre de la finale de 1963, mettant en opposition les deux clubs landais de l'US Dax et du Stade montois. Bien qu'il marque le seul essai de la rencontre, les Dacquois s'inclinent face à leurs rivaux.
À partir de la saison 1969-1970, Lasserre est moins présent en équipe première sous le maillot de l'US Dax ; il remporte même à partir de cette première saison le titre de champion de France avec l'équipe réserve.
Il met un terme à sa carrière de joueur au cours de la saison 1971-1972, à l'issue d'un match de poule de championnat disputé contre l'US Tyrosse.
Après la nomination de Jean Desclaux à la tête de l'équipe de France, Lasserre entraîne l'équipe première de l'US Dax pour la saison 1973-1974.

## Palmarès

### En club
- Championnat de France de première division :
  - Vice-champion (2) : 1961 et 1963.
- Challenge Yves du Manoir :
  - Vainqueur (2) : 1959 et 1969.

### En équipe nationale
- 13 sélections[Note 1],[3].
- 0 essai pour 3 points[3].
- Sélections par année : 1 en 1963, 7 en 1964, 3 en 1965, 1 en 1966, 1 en 1967[3].
- Tournois des Cinq Nations :
  - Vainqueur : 1967[3].
- Tournées en Afrique du Sud en 1964.